# Karl Friedemann (Fußballspieler)
Karl Friedemann (* 9. November 1924; † Januar 2016) war ein deutscher Fußballspieler. 1949 und 1950 spielte er für die ZSG Altenburg in der DDR-Oberliga des Deutschen Sportausschusses (DS), welches die höchste Fußball-Liga in der DDR war.

## Sportliche Laufbahn
Die DS-Liga wurde in der Saison 1949/50 mit 14 Mannschaften ausgetragen, unter denen sich auch die Zentrale Sportgemeinschaft aus Altenburg befand. Zu ihrem Kader gehörte der im November 1949 25 Jahre alt gewordene Stürmer Karl Friedemann. Er bestritt alle 26 Ligaspiele und wurde mit seinen acht Treffern zum Torschützenkönig der ZSG. Ebenfalls stand er mit der Altenburger Mannschaft im Relegationsspiel um den Klassenerhalt, das die ZSG mit 3:2 über die ZSG Anker Wismar gewann. Friedemann war an dem Sieg mit zwei Toren beteiligt. Zur Spielzeit 1950/51 wurde die DS-Liga in Oberliga umbenannt, da gleichzeitig die zweitklassige DDR-Liga startete. Die Altenburger ZSG hatte weiterhin ihren Stürmer Friedemann im Aufgebot. Dieser bestritt aber bis zum elften Spieltag nur neun Oberligaspiele, in denen er noch vier Tore erzielte. Danach kam er bis zum Saisonende nicht mehr zum Einsatz. In Altenburgs dritter Erstligasaison, in der sie als BSG Stahl antraten, spielte Friedemann nicht in der Oberliga. Da die BSG am Ende der Spielzeit 1951/52 auf einem Abstiegsplatz gelandet war, ging sie 1952/53 in der DDR-Liga an den Start, nun unter der Bezeichnung BSG Motor. Friedemann war wieder aufgetaucht, kam aber nur in 15 der 24 DDR-Liga-Spiele zum Einsatz, trug sich aber mit drei Treffern wieder in die Torschützenliste ein. Für den 28-Jährigen war es nach 35 Oberligaspielen mit zwölf Toren und 15 Einsätzen in der DDR-Liga mit drei Toren die letzte Saison im DDR-weiten Fußballspielbetrieb. Außerdem hatte er vier Spiele für Thüringen-Auswahl bestritten.